# Subasteron daviesae
Subasteron daviesae là một loài nhện trong họ Zodariidae. Chúng được Barbara C. Baehr & Rudy Jocqué miêu tả năm 2001, thường xuất hiện ở vùng Queensland.